# Oporinia approximaria
Oporinia approximaria là một loài bướm đêm trong họ Geometridae.